# Шаповалов, Николай Егорович
Николай Егорович Шаповалов — советский хозяйственный и политический деятель.

## Биография
Родился в 1925 году в Калаче-на-Дону. Член КПСС.
Участник Великой Отечественной войны в составе 440-го отдельного линейного батальона связи.
Окончил историко-филологический факультет Воронежского государственного университета.
В 1954—1957 гг. — учитель истории в средней школе № 45 города Воронежа.
В 1957—1965 гг. — инструктор по школам Воронежских горкома и обкома КПСС.
В 1965—1967 гг. — первый секретарь Центрального райкома КПСС города Воронежа.
В 1967—1971 гг. — заместитель председателя Воронежского горисполкома.
В 1971—1987 гг. — заведующий отделом народного образования исполкома Воронежского областного Совета народных депутатов.
В 1987—2000 гг. — заведующий организационно-методическим отделом Воронежского областного института повышения квалификации и переподготовки работников образования.
Умер в 2000 году в Воронеже.

## Награды
- Орден Отечественной войны II степени
- Орден Трудового Красного Знамени
- Орден Дружбы народов
- Орден Знак Почёта